# Benton (Arkansas)
Benton é uma cidade localizada no estado americano de Arkansas, no Condado de Saline.

## Demografia
Segundo o censo americano de 2000, a sua população era de 21.906 habitantes. 
Em 2006, foi estimada uma população de 27.077, um aumento de 5171 (23.6%).

## Geografia
De acordo com o United States Census Bureau, a localidade tem uma área de 47,8 km², dos quais 46,5 km² cobertos por terra e 1,3 km² cobertos por água. Benton localiza-se a aproximadamente 120 m acima do nível do mar.

## Localidades na vizinhança
O diagrama seguinte representa as localidades num raio de 16 km ao redor de Benton. 